# Багна, Владимир
Влади́мир Ба́гна (словац. Vladimír Bahna; 25 июля 1914, Шемниц, Австро-Венгрия, ныне Банска-Штьявница, Словакия — 19 октября 1977, Братислава, Чехословакия, ныне Словакия) — словацкий режиссёр и сценарист кино и телевидения.

## Биография
Начинал занятие кинорежиссурой с документалистики. В 1953 году дебютировал в игровом кино («Невспаханное поле»). Член КПЧ с 1945 года.

## Избранная фильмография

### Режиссёр
- 1950 — Стальной путь / (д/ф)
- 1952 — Радуга над Словакией / Dúha nad Slovenskom (д/ф)
- 1953 — Невспаханное поле / Pole neorané (по П. Илемницкому)
- 1957 — Последняя ведьма / Posledná bosorka
- 1959 — На распутье / Dom na rázcestí
- 1962 — Генерация /  (по В. Миначу, телефильм)
- 1965 — Площадь святой Альжбеты / Náměstí svaté Alžběty
- 1968 — Следы ведут в пропасть / Stopy na Sitne
- 1974 — Скрытый источник / Skrytý pramen
- 1979 — Поэма о совести / Poéma o svedomí I-II

### Сценарист
- 1952 — Радуга над Словакией / Dúha nad Slovenskom (д/ф)
- 1959 — На распутье / Dom na rázcestí
- 1968 — Следы ведут в пропасть / Stopy na Sitne
- 1979 — Поэма о совести / Poéma o svedomí I-II

## Награды
- 1952 — Государственная премия ЧССР
- 1976 — Народный артист ЧССР